# Steinar Nilssen
Steinar Nilssen (Mo i Rana, 9 dicembre 1954) è un ex calciatore norvegese, di ruolo centrocampista.

## Carriera

### Club
Nilssen debuttò con la maglia del Rosenborg in data 1º maggio 1977, in occasione di una sconfitta per 2-1 sul campo dello Start. Fece parte della squadra che vinse il campionato 1985. Rimase in forza al Rosenborg fino al 1986, totalizzando 145 presenze e 20 reti in campionato.

### Nazionale
Nilssen giocò una partita per la Norvegia. Esordì il 31 maggio 1979, quando fu titolare nel successo per 2-1 sull'Irlanda.

## Palmarès

### Club

#### Competizioni nazionali
- Campionato norvegese: 1

Rosenborg: 1985